# 明治公園 (根室市)
明治公園（めいじこうえん）は、北海道根室市にある公園。「日本の歴史公園100選」選定。

## 概要
1875年（明治8年）に北海道内で2番目となる牧場として開拓使による根室牧畜場が設立し、公園はその跡地を利用している。1921年（大正10年）からは北海道練乳（現在の明治）所有の土地となり、1932年（昭和7年）と1936年（昭和11年）にサイロが建てられた。これら3基のサイロはレンガ積みとしては日本国内最大級であり、国の「登録有形文化財」や経済産業省による「近代化産業遺産」に認定されている。
「根室再興政策プロジェクト」の一環として、子供から高齢者まで幅広い市民の利用を目指す「明治公園 憩いとふれあいの森整備事業」を推進している。

## 施設

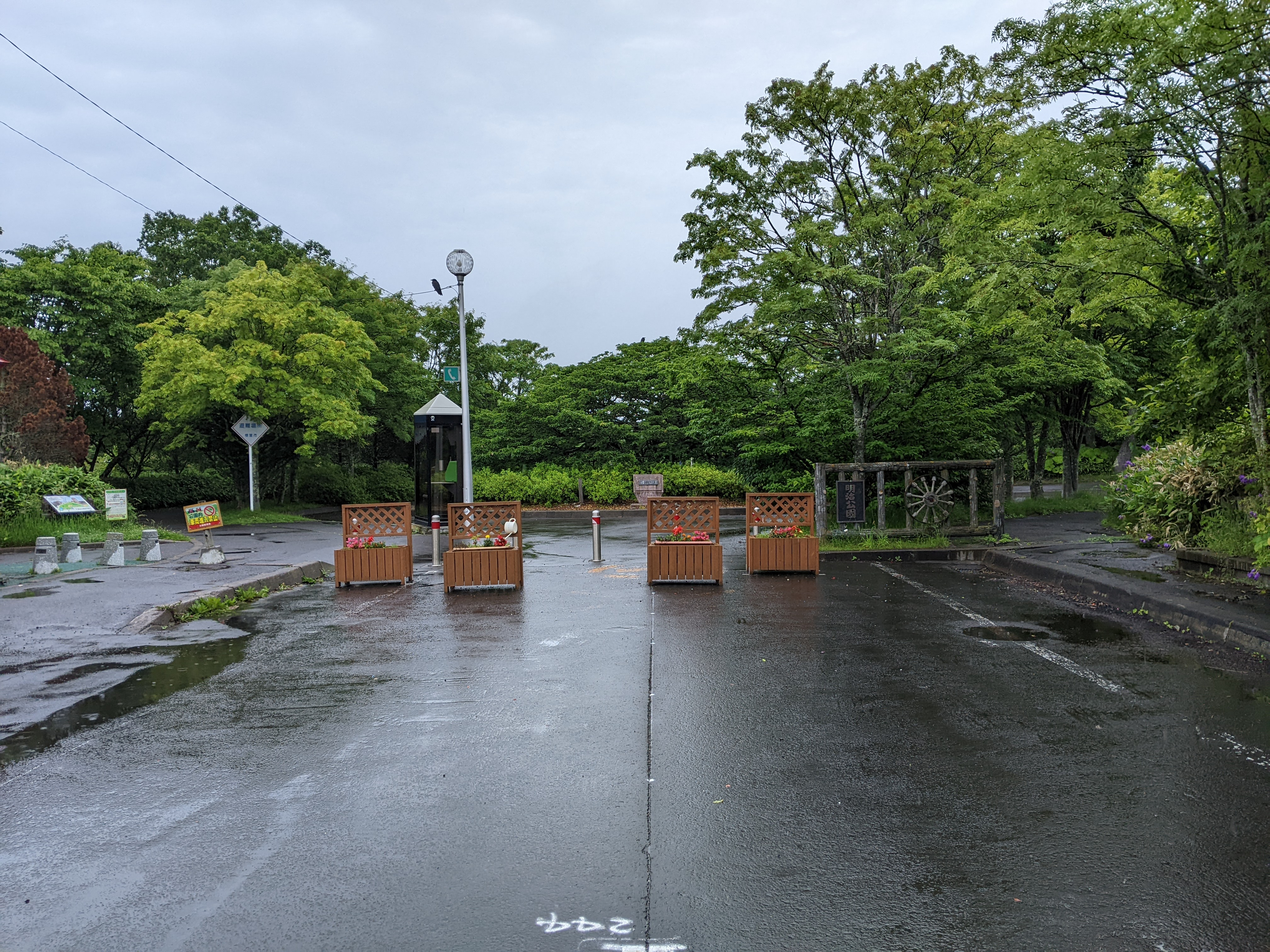
入口
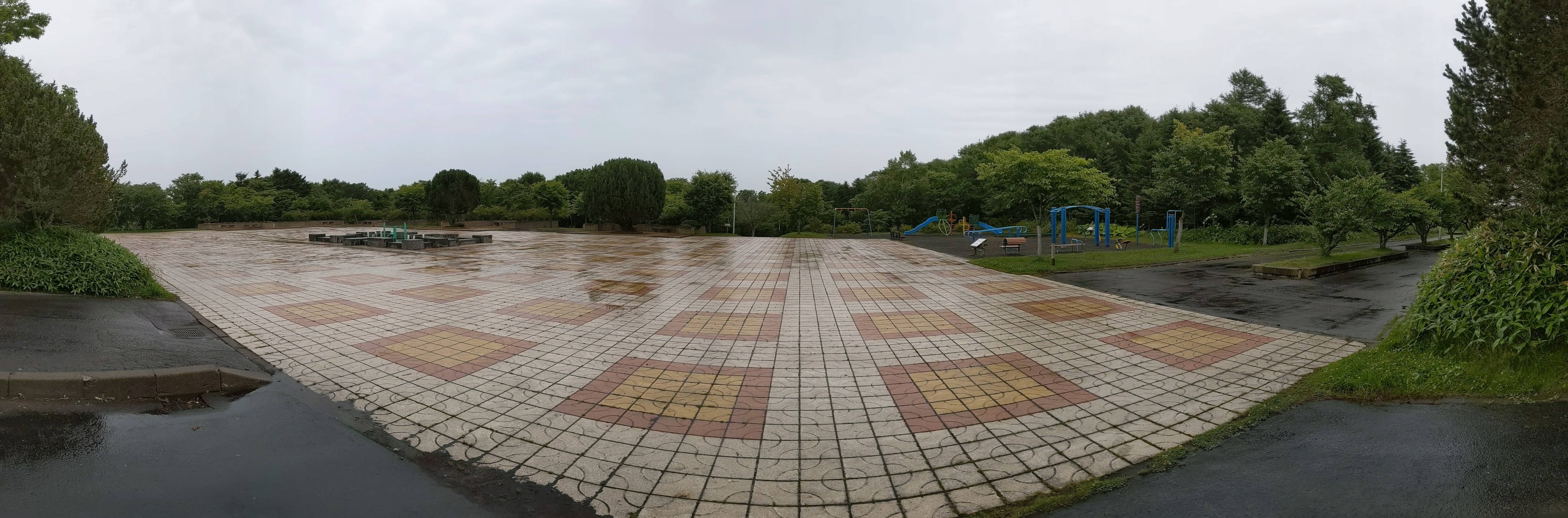
サイロ広場
- 多目的広場
- 遊具広場
- 噴水広場
- 芝生広場
- ひょうたん池
- バーベキュー広場
- 野鳥観察舎

- 入口
- 噴水広場